# Марков Лес
Марков Лес — посёлок сельского типа в Клинском районе Московской области, в составе Городского поселения Клин. Население — 415 чел. (2010). Ранее на месте посёлка располагался полк противовоздушной обороны (воинская часть № 92881), расформированная в конце 1990-х годов. Оставшийся военный городок был включён в состав Решоткинского сельского округа, в который входил до 2006 года посёлок. Вначале назывался 1-я Лесная.
Как новый населённый пункт образован в 1999 году решением Московской областной думы № 8/73, а решением № 14/91 от 22 марта 2000 года посёлок Марков Лес был зарегистрирован и включён в состав Решоткинского сельского округа Клинского района Московской области.

## Расположение
Посёлок расположен в центральной части района, примерно в 8 километрах к юго-западу от города Клин, у истоков реки Липня (левый приток Сестры), высота центра над уровнем моря 243 м. Ближайшие населённые пункты — Введенское в 0,5 км на северо-запад и Решоткино в 2 км на север.

## Население
| 2002 | 2006 | 2010 |
| ---- | ---- | ---- |
| 408  | ↗425 | ↘415 |